# Klinkový potok
Klinkový potok je potok na dolní Oravě, ve východní části okresu Dolný Kubín. Jde o levostranný přítok Ráztok, měří 2,5 km a je tokem VI. řádu.

## Pramen
Pramení v Skorušinských vrších, v podcelku Kopec na západním svahu vrchu Blato (1 138,1 m n. m.) v nadmořské výšce přibližně 975 m n. m..

## Popis toku
Na horním toku teče západním směrem, přičemž se esovitě stáčí. Na středním toku se stáčí směrem na severozápad a vtéká do geomorfologického celku Oravská vrchovina. Na dolním toku se už stáčí na severozápad a v katastrálním území obce Chlebnice, na severním úpatí vrchu Hrb (771 m n. m.) a severovýchodně od obce Chlebnice, se v nadmořské výšce cca 624 m n. m. vlévá do Ráztoky.

## Jiné názvy
- Klinkův potok, Klinok
- Malý Klin
- nářečně: Kľinok